# Enea Baldini
Enea Baldini (Domodossola, 20 novembre 1924 – 12 febbraio 2001) è stato un politico italiano, eletto nella IV legislatura alla Camera dei deputati.

## Biografia
Impiegato, fu impegnato in politica con il Partito Comunista Italiano. Venne eletto alla Camera dei deputati alle elezioni politiche del 1963 nella circoscrizione Torino-Novara-Vercelli; rimanendo in carica a Montecitorio fino al 1968. 
Morì il 12 febbraio 2001, all'età di 76 anni.